# De Hoppers
De Hoppers is een Vlaamse televisieserie die dagelijks wordt uitgezonden op Ketnet. De eerste aflevering werd uitgezonden op 9 december 2019. Wegens groot succes van het eerste seizoen werd er snel een tweede seizoen aangekondigd. Dit tweede seizoen werd eerst rond het najaar van 2020 verwacht, maar werd vanwege de coronapandemie uitgesteld.
De serie werd genomineerd voor Het gala van de gouden K's 2021.

## Inhoud
In de serie staat het hedendaagse gezin Hopper centraal. Elk lid van de familie toont zijn/haar eigen leven door middel van persoonlijke filmpjes welke vervolgens op het internet worden geplaatst. De familie bestaat uit de melancholische vader Geert, moeder Jackie, de intelligente dochter Daria en zoon Arno. Die laatste heeft als doel om in een zo kort mogelijke tijd heel erg rijk te worden, wat meestal geen succes oplevert.
Belangrijk element in de serie is de herkenbare én absurde humor die erin voorkomt.

## Rolverdeling
- Daria Hopper: Emma Vanthielen
- Arno Hopper: Thomas De Smet
- Geert Hopper: Bill Barberis
- Jackie Hopper: Liesa Naert
- Mo: Jean-Romy Manzilla
- Esra: Soukaina Hamdaoui
- Pixie: Mia Popa
- Olivia De Zeure: Tine Roggeman
- Meester Frans: Frans Van der Aa
- Directrice De Zeure: Elise Bundervoet

## Afleveringen
| Afleveringen seizoen 1 | Titel                                       | Samenvatting aflevering                                  |
| ---------------------- | ------------------------------------------- | -------------------------------------------------------- |
| Aflevering 1           | Sweet Sixteen                               | Geert heeft een speciaal verjaardagscadeau voor Daria.   |
| Aflevering 2           | Tweede plaats                               | Het examen Fysica bezorgt Daria stress.                  |
| Aflevering 3           | Op zoek naar connectie                      | Door de bliksem vallen de elektriciteit en de wifi uit.  |
| Aflevering 4           | De Wally Wasbeer Show                       | Geert maakt zijn kinderdroom waar.                       |
| Aflevering 5           | Ode aan de wasbeer                          | Daria en Arno schamen zich voor hun vader.               |
| Aflevering 6           | Protest                                     | De schoolreis wordt afgelast.                            |
| Aflevering 7           | Poetsninja                                  | Jackie moet de huishoudelijke taken overnemen.           |
| Aflevering 8           | Curry                                       | Mo wil een Nobelprijs winnen.                            |
| Aflevering 9           | Luiheidsformule                             | Arno en Daria willen vannacht tv kijken.                 |
| Aflevering 10          | Dit is geen planeet, dit is een ruimteschip | Jackie en Geert gaan helemaal op in hun favoriete serie. |
| Aflevering 11          | De grote Hopper Quiz                        | Elk jaar quizzen de Hoppers tegen elkaar.                |
| Aflevering 12          | Mosselman                                   | Arno en Mo maken hun eigen superheldenfilm.              |
| Aflevering 13          | RIP Kruimeltje                              | Jackie laat Kruimeltje per ongeluk vallen.               |
| Aflevering 14          | Verandering van spijs                       | Arno vindt Hoppercola uit.                               |
| Aflevering 15          | Stem voor Daria                             | Er woedt een harde kiescampagne voor de schoolraad.      |
| Aflevering 16          | We Time                                     | Geert en Jackie spelen hun lievelingsfilms na.           |
| Aflevering 17          | De nieuwe JK Rowling                        | Esra wil striptekenaar worden.                           |
| Aflevering 18          | The chosen one                              | De kinderen willen directrice Dezeure verslaan.          |
| Aflevering 19          | Burger Queen                                | Arno en Olivia maken een nieuwe hamburger.               |
| Aflevering 20          | De Hopper Cup                               | Elk jaar strijdt de familie om de Hopper Cup.            |

| Afleveringen seizoen 2 | Titel                       | Samenvatting aflevering                                                         |
| ---------------------- | --------------------------- | ------------------------------------------------------------------------------- |
| Aflevering 1           | Arnoland                    | Arno richt zijn eigen land op.                                                  |
| Aflevering 2           | Sk8er Kidz                  | Daria wil leren skaten.                                                         |
| Aflevering 3           | Hopper Survival             | De Hoppers houden de jaarlijkse Hopper survival.                                |
| Aflevering 4           | Kapitein Frigo              | Geert is in shock.                                                              |
| Aflevering 5           | De switch                   | Daria en Arno beseffen dat ze allebei zo anders zijn.                           |
| Aflevering 6           | Tovenaar Esra               | Esra wil heel graag naar een toverschool.                                       |
| Aflevering 7           | Hopperbal                   | Arno beslist zijn eigen sport uit te vinden: Hopperbal.                         |
| Aflevering 8           | Arno Dog & Mo Money         | Arno en Mo willen succesvolle, rijke rappers worden.                            |
| Aflevering 9           | Annabelle                   | Op school wordt een studentenuitwisselingsproject gedaan.                       |
| Aflevering 10          | Wally wasbeer vertelt       | Geert beslist om als Wally Wasbeer online herinneringen te delen.               |
| Aflevering 11          | Puber Jackie                | Jackie wil niet meer ouder worden en beslist daarom om terug zestien te zijn.   |
| Aflevering 12          | Arno rijk                   | Arno heeft eindelijk de lotto gewonnen.                                         |
| Aflevering 13          | Que sera sera               | Meester Frans doet de leerlingen nadenken over hun toekomst.                    |
| Aflevering 14          | Elke dag feest              | De Hoppers vieren vanaf nu elke dag feest.                                      |
| Aflevering 15          | Sugar rush                  | De Hoppers proberen Jackie te helpen om van haar suikerverslaving af te geraken |
| Aflevering 16          | Undercover Mo               | Mo en Arno gaan undercover voor een taak van meester Frans                      |
| Aflevering 17          | Daria leert chillen         | Het spacekamp van Daria wordt geannuleerd                                       |
| Aflevering 18          | Ghosthunters                | Er gebeuren 's nachts rare dingen in het Hopper-huis                            |
| Aflevering 19          | Wally wasbeerdag            | De Hoppers vieren hun jaarlijkse Wally Wasbeerdag                               |
| Aflevering 20          | Verzamelwoede               | Geert kan nooit iets weggooien                                                  |
| Aflevering 21          | Chez Mo                     | Arno en Mo ontdekken dat je als kok beroemd en rijk kan worden                  |
| Aflevering 22          | Jackie wil een wereldrecord | Jackie gaat op zoek naar een manier om in het wereldrecordboek te komen         |
| Aflevering 23          | Esra superheld              | Esra superheld                                                                  |
| Aflevering 24          | Mission Impossible          | Daria en Arno moeten na een ruzie hun gsm's afgeven                             |
| Aflevering 25          | Worstelen met kangoeroes    | De Hoppers verzetten zich tegen het pensioen van meester Frans                  |

## Trivia
- Op het einde van 2021 werd er een kerstspecial gemaakt, in deze special brachten de personages van de Ketnet-serie Ik u ook, een bezoek aan de familie Hopper.
- In de vierde aflevering van het tweede seizoen van de Ketnet-serie De raad van Soekie, komen Daria, Arno en Ezra tijdelijk les volgen op het BROL nadat het dak van hun school hersteld wordt. Jean-Romy Manzilla vertolkt in beide series een hoofdrol, waardoor het personage Mo niet voorkomt.